# 準新平鮋
準新平鮋，為輻鰭魚綱鮋形目鮋亞目新平鮋科的其中一種，為溫帶海水魚，分布於東印度洋澳洲南部及塔斯馬尼亞島海域，為特有種，棲息深度2-140公尺，體長可達40公分，棲息在沿岸礁石區及大陸棚底層水域，生活習性不明，具有毒性。

## 扩展阅读
維基物種上的相關：準新平鮋